# Antonio José Sucre Alcalá
Antonio José de Sucre y Alcalá (Cumaná, Estado de Venezuela, 1831 - Babahoyo, Ecuador, 1895) fue un militar y sacerdote venezolano. 

## Vida
Era hijo de José Manuel de Sucre y María Alcalá; sobrino de Antonio José de Sucre. En septiembre de 1846 empezó a cursar en la Universidad de Caracas la carrera de derecho. Siendo aún estudiante, fue uno de los jóvenes que estuvo del lado de los conservadores durante los sucesos del 24 de enero de 1848. A consecuencia de estos hechos, regresó a su ciudad natal y cuando, en septiembre de 1851, se presentó nuevamente a la Universidad para terminar sus estudios, se le negó la inscripción por considerársele enemigo del gobierno. Antonio José Sucre fue expulsado de Cumaná en 1853, cuando trataba de impulsar una revolución contra el Presidente José Gregorio Monagas. Un terremoto hizo que tuviera que desistir de su objetivo y José Manuel se trasladó a México. Sin embargo, Sucre se quedó en Colombia y luchó con el conservador Miguel Arboleda contra José María Obando, y estableció amistad con las familias Cuervo y Caro, íconos del conservadurismo colombiano del siglo XIX. 
Bajo la influencia de la familia Cuervo se decidió por ordenarse sacerdote en Bogotá, donde ejerció de periodista, siendo uno de los primeros directores de "El Catolicismo", dependiente del arzobispado de Bogotá. Fue una de las figuras que con mayor vehemencia defendió la doctrina papal. Falleció en Ecuador mientras trataba de ubicar los restos de su tío, el Gran Mariscal de Ayacucho Antonio José de Sucre.